# Thalainayar
Thalainayar é uma panchayat (vila) no distrito de Nagapattinam, no estado indiano de Tamil Nadu.

## Demografia
Segundo o censo de 2001,  Thalainayar  tinha uma população de 11,631 habitantes. Os indivíduos do sexo masculino constituem 49% da população e os do sexo feminino 51%. Thalainayar tem uma taxa de literacia de 67%, superior à média nacional de 59.5%: a literacia no sexo masculino é de 74% e no sexo feminino é de 59%. Em Thalainayar, 13% da população está abaixo dos 6 anos de idade.